# هينك باك
هينك باك (7 فبراير 1930 – 27 نوفمبر 2023) عالم كيمياء عضوية هولندي. ولد في دوردريخت في 7 فبراير 1930. درس باك في جامعة لايدن حيث حصل على درجة الدكتوراة عام 1959. حصل على وظيفة محاضر في الجامعة في الكيمياء العضوية النظرية عام 1964. وحصل على الميدالية الذهبية من الجمعية الكيميائية الهولندية الملكية عام 1967 تقديرًا لأبحاثه. وفي عام 1970 عُيّن أستاذًا للكيمياء العضوية الفيزيائية والكيمياء العضوية في جامعة آيندهوفن للتكنولوجيا. ونظرًا لعدم وجود كرسي للكيمياء النظرية والكيمياء الحيوية، فقد ألقى محاضرات في الكيمياء العضوية والكيمياء العضوية الفيزيائية والكيمياء العضوية النظرية والكيمياء الحيوية والتكنولوجيا الحيوية. ومن عام 1988 إلى عام 1991 كان عميدًا لكلية الكيمياء. ونظرًا لمساهماته العلمية، أصبح عضوًا في الأكاديمية الملكية الهولندية للفنون والعلوم عام 1979. خلال مسيرته العلمية، نشر أكثر من 300 بحث علمي في مجال واسع من الكيمياء. وتحت إشرافه، حصل 43 مهندساً كيميائياً على درجة الدكتوراة. انتهت مسيرته العلمية مبكراً بسبب نشره بحثاً عن علاج محتمل للسرطان في مجلة ساينس عام 1990، والذي اضطر إلى التراجع عنه بسبب بحث معيب.